# Кандри-Куль (присілок)
Ка́ндри-Куль (рос. Кандры-Куль, башк. Ҡандракүл) — присілок у складі Біжбуляцького району Башкортостану, Росія. Входить до складу Біжбуляцької сільської ради.
Населення — 131 особа (2010; 130 в 2002).
Національний склад:
- чуваші — 80 %